# The Cranberries
The Cranberries est un groupe de rock alternatif originaire de Limerick en Irlande, formé en 1989 par le guitariste Noel Hogan, le bassiste Mike Hogan, le chanteur Niall Quinn et le batteur Fergal Lawler. Quinn est remplacé par Dolores O'Riordan en 1990.
The Cranberries, connus pour leurs guitares aux sonorités « indie » et le style vocal distinctif aux teintes celtiques de Dolores O'Riordan, se définissent officiellement comme un groupe de rock alternatif mais leur son traverse beaucoup de genres comme la jangle pop, le pop-rock, la folk irlandaise et le post-punk,,,,.
The Cranberries acquiert une renommée internationale dans les années 90 avec leur premier album Everybody Else Is Doing It, So Why Can’t We? publié en mars 1993 par Island Records. Il se classe à la première place des charts en Irlande et au Royaume-Uni. Suivront les albums No Need to Argue, To the Faithful Departed, Bury the Hatchet, Wake Up and Smell the Coffee et Stars: The Best of 1992-2002. Cinq de leurs albums sont dans le Top 20 du Billboard 200 et huit singles sont dans le Top 20 du Modern Rock Tracks du Billboard,.
Le groupe fait une pause durant six ans, de 2003 à 2009. Après leur reformation, The Cranberries publie l'album Roses ainsi que Something Else, ce dernier reprenant les chansons les plus populaires du groupe et y adjoignant trois nouvelles chansons, le tout réalisé avec l’Irish Chamber Orchestra de Limerick,.
Dolores O'Riordan meurt par noyade le 15 janvier 2018 à Londres (Royaume-Uni),. L'objectif officiel du voyage de Dolores à Londres était de rencontrer le label BMG pour discuter de la sortie d’un nouvel album studio du groupe et d'une session de mixage sur un album récemment enregistré par son projet parallèle électro-rock alternatif appelé « D.A.R.K. »,. The Cranberries annoncent en septembre 2018 que le groupe ne continuera pas sans Dolores O'Riordan, ainsi que la sortie de leur huitième et dernier album In The End en avril 2019, date qui marquera la fin définitive du groupe,.
The Cranberries a vendu près de 50 millions d'albums dans le monde entier. Le groupe se positionne comme l'un des plus performants du rock alternatif des années 1990, ce qui leur a valu un prix aux MTV Europe Music Awards, une nomination aux Brit Awards et une récompense au Prix Juno. En 1998, le groupe se produit au concert du Prix Nobel de la paix. The Cranberries reçoit également le prix Ivor-Novello pour « accomplissement international ». Il est enfin nommé aux Grammy Awards de 2020 dans la catégorie « meilleur album rock » pour leur album In the End. Avec le vidéo-clip de leur chanson Zombie, The Cranberries devient le premier groupe irlandais à atteindre un milliard de vues sur YouTube.

## Biographie

### Origines et deux premiers albums (1989–1995)
C'est au début de 1989 que Noel Hogan et Mike Hogan, deux frères de la banlieue de Limerick, forment un groupe de musique en compagnie du batteur Fergal Lawler, un ami d'enfance. Initialement, le chanteur et parolier du groupe est un de leurs amis, Niall Quinn; il s'intègre aux musiciens en août 1989. Celui-ci oriente le groupe vers le rock parodique avec des morceaux comme My Granny Drowned in a Fountain in Lourdes, I Was Always All Ways ou Throw Me Down in a Big Stair. C'est également Quinn qui décide de baptiser le groupe « The Cranberry Saw Us » car, prononcé rapidement, cela sonne comme cranberry sauce (« sauce aux canneberges », un accompagnement typique des repas de l'Action de Grâce),. À cette époque, le groupe ne répète que les week-ends et sa notoriété se limite à une poignée de personnes dans Limerick. En 1990, Niall Quinn décide de rejoindre un autre groupe car il juge que The Cranberry Saw Us manque de projets d'avenir. Avant de partir, Quinn mentionne au groupe le nom d'une camarade de classe de sa petite amie qui pourrait le remplacer, Dolores O'Riordan.
Dolores O'Riordan, qui cherche également un groupe depuis six mois, est mise au courant par son amie et se présente à l'une des séances de répétition du groupe un soir de mai 1990, un clavier sous le bras,. Dès qu'elle se met à chanter, sa voix stupéfie les trois autres membres, puis ceux-ci se mettent à leur tour à jouer plusieurs compositions de Noel Hogan,. Après l'audition, Noel Hogan demande à O'Riordan d'écrire une chanson en se basant sur une maquette déjà existante du groupe. Une semaine plus tard, Dolores O'Riordan revient avec les paroles de leur premier morceau, Linger, l'un des futurs plus grands succès du groupe.
Leur première cassette audio amateur se vend très bien localement et le groupe enregistre rapidement une autre cassette. Ils changent leur nom en The Cranberries et envoient une troisième démo à plusieurs labels, comportant les titres Linger et Dreams. Cette démo a été enregistrée au Xeric Studio de Limerick, tenu par Pearse Gilmore, qui devient aussi le manager du groupe. Elle rencontre un vif succès dans la presse et plusieurs grands labels britanniques leur proposent un contrat. Le groupe signe finalement chez Island Records, qui édite déjà à l'époque le groupe U2. Ils enregistrent en 1991 un single de lancement, Uncertain, qui est un échec, ce qui mène à des tensions avec Gilmore. Ils se séparent de lui et embauchent comme manager Geoff Travis, de Rough Trade Records, et comme producteur Stephen Street, qui avait déjà travaillé avec The Smiths.
Au printemps 1993 sort l'album Everybody Else Is Doing It, So Why Can’t We? ainsi que deux singles, Dreams, puis Linger. Mais aucun d'eux n'attire vraiment l'attention. Le groupe part donc durant l'été et l'automne aux États-Unis, pour faire la première partie des The The et de Suede. Ils remarquent vite qu'ils sont mieux accueillis dans les concerts que les autres groupes, ce qui amène MTV à diffuser le clip de Linger régulièrement. La réaction du public est immédiate : le single atteint la huitième place des ventes aux États-Unis, tandis que les ventes de l'album dépassent avant la fin de l'année le million d'exemplaires vendus (ce chiffre atteindra en 1999 les 7,6 millions). Linger, le premier grand succès du groupe, se classe troisième en Irlande et reste sur la liste du Billboard Hot 100 pendant 24 semaines. En novembre 1993, l'album atteint la 18e position du Billboard 200 aux  États-Unis. Au Royaume-Uni, le succès arrive au début de 1994, et l'album y atteint la première place du classement de ventes d'albums durant l'été. En mars 1994, The Cranberries remporte le prix du Top Acte International de Musik Week (UK).

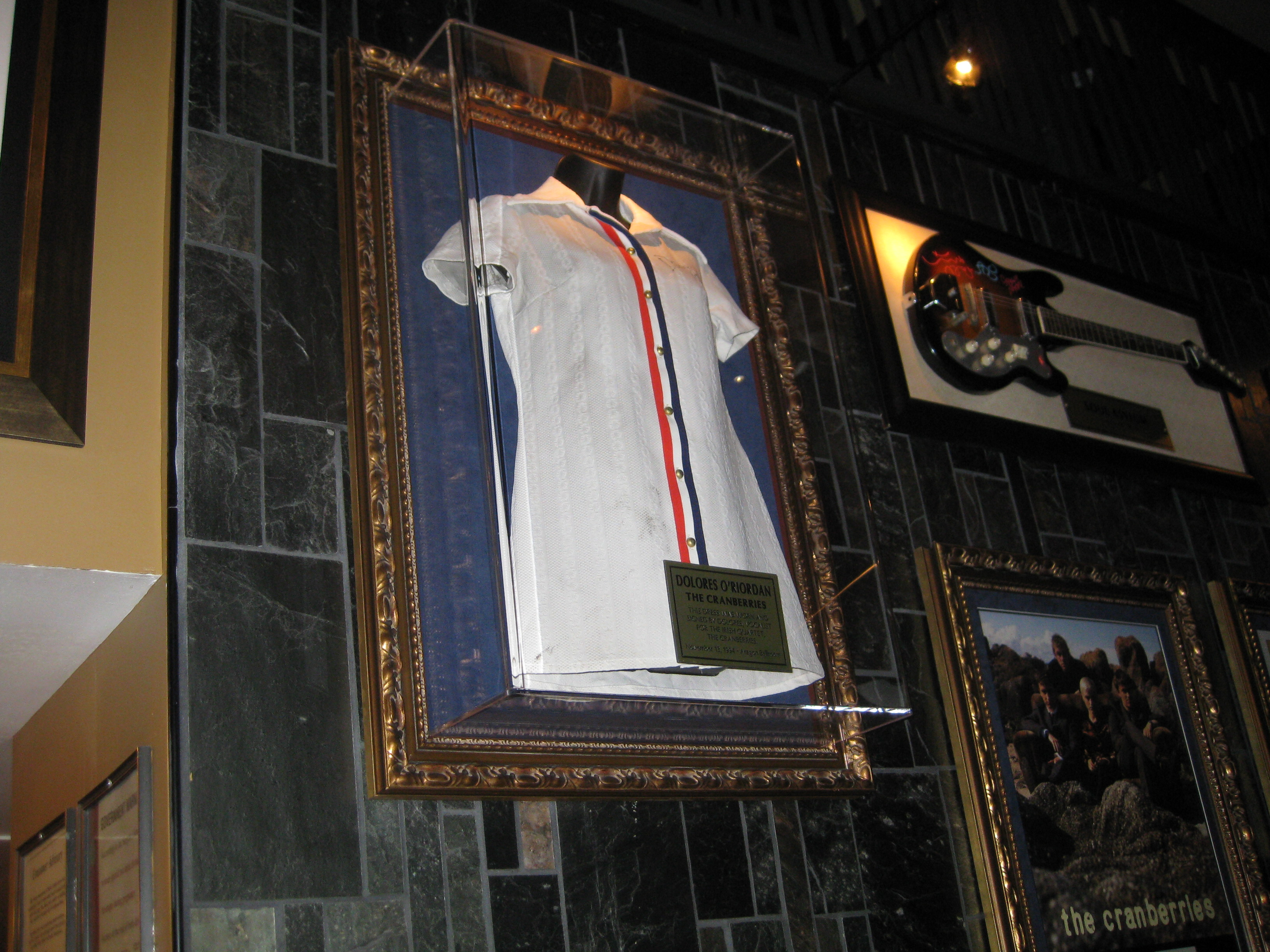
Une tenue de concert arborée par Dolores O'Riordan durant le No Need to Argue Tour, exposée au Hard Rock Cafe de Chicago.

En juillet 1994, Dolores se marie avec celui qui deviendra le tour manager du groupe, Don Burton (qui était précédemment avec Duran Duran, un groupe de pop rock anglais). Ce mariage, ainsi que la mise en avant de la chanteuse dans les clips du groupe, contribuent à faire d'elle son membre le plus important et le plus connu. À l'automne 1994 sort un deuxième album, No Need to Argue, qui sera leur plus grand succès. Il se place immédiatement en 6e position du Billboard 200 américain. Le Billboard du 5 août 1995 déclare que No Need to Argue est, depuis sa sortie, le titre le plus vendeur des albums , s'écoulant à 5,1 millions d'exemplaires en l'espace de six mois. Son tube principal est la chanson Zombie, au texte très politique puisqu'il dénonce les ravages de la guerre civile en Irlande du Nord. La chanson se place en première position du Billboard Modern Rock Tracks aux États-Unis et quatorzième au classement des singles au Royaume-Uni, alors que l'album remportera un disque de diamant en France (plus d'un million d'albums vendus, soit le deuxième album le plus vendu en 1995). Le groupe se lance ensuite dans une tournée internationale et enregistre un concert pour l'émission MTV Unplugged à New York, où il joue neuf titres.
Le groupe est nommé aux Brit Awards dans la catégorie Groupe International lors de la 15e édition des prix annuels de la musique pop au Royaume-Uni, le 20 février 1995. Le 23 novembre 1995, The Cranberries remporte le prix de la « Meilleure Chanson » pour Zombie aux MTV Europe Music Awards 1995, devançant You are not Alone de Michael Jackson.

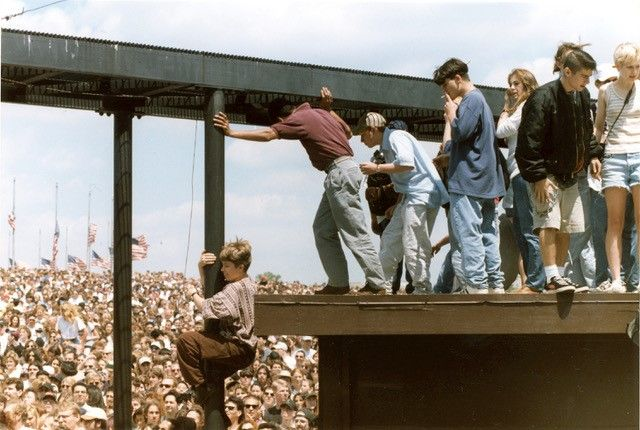
Quelques minutes avant l'émeute de Washington, lors d'un concert de The Cranberries en mai 1995.

Le 15 mai 1995, The Cranberries ont prévu, au National Sylvan Theater, à Washington aux États-Unis, un concert acoustique gratuit et impromptu pour 3 000 personnes. Le concert est orchestré par la station de radio WHFS, qui a payé l'utilisation de cinq agents de la police du parc américain. Avant le début du spectacle, les organisateurs réalisent à quel point leurs estimations initiales de la foule étaient erronées lorsqu'apparaît une foule frénétique de plus de 10 000 fidèles. Le concert commence avec 40 minutes de retard, tandis que les stage diving commencent avant que la première note de guitare ne soit jouée. Les agents de la police du parc constatent leur incapacité à contrôler la foule et arrêtent le concert après une chanson et demie. Lorsque la foule est avertie que The Cranberries ne reviendra pas, des émeutes commencent, la foule jetant des pierres, de la nourriture, et des bouteilles de bière sur les agents de la police du parc. Certains membres du public sautent sur la scène et la guitare acoustique de Dolores O'Riordan est volée. D'autres officiers en tenue anti-émeute arrivent et des dizaines de patrouilles à cheval nettoient le quart sud du Washington Monument tandis que l'agitation se poursuit à l'extérieur du site.
Le 23 mai 1995, à Londres, au Grosvenor House, The Cranberries sont nommés pour le prix de la « meilleure chanson contemporaine » pour Zombie aux Ivor Novello Awards. En 1995, The Cranberries joue devant plus de 500 000 personnes lors de la tournée européenne promouvant No Need to Argue.

### Du troisième au cinquième album (1996-2002)
Le 10 mars 1996, The Cranberries reçoit un prix Juno pour le prix de « l'album le plus vendu », pour No Need to Argue, à la 26e cérémonie annuelle des prix Juno, Canada. Au printemps 1996 le groupe fait paraître un troisième album, intitulé To the Faithful Departed, avec le producteur Bruce Fairbairn, qui avait déjà travaillé avec AC/DC, Kiss, Bon Jovi et Aerosmith. Cet enregistrement, au son plus nerveux et plus punk, se fait encenser ou reçoit des critiques au vitriol par les magazines. L'album se vend à 4 millions d'exemplaires en six semaines. Salvation, le single punk rock, se classe premier sur le Billboard Modern Rock Tracks américain. En 2006, Q magazine le classe dans les « 50 pires albums de tous les temps ». Durant le printemps 1996, l'album entre en 2e position des charts au Royaume-Uni et en 4e position du Billboard 200 américain. To the Faithful Departed obtient un double disque de platine aux États-Unis (2 millions d'albums vendus) et un simple en France, ce qui en fait un succès moindre que les précédents albums. Le deuxième single, Free to Decide, atteint la 33e position dans les charts britanniques. À l'automne 1996, les tournées australiennes et européennes sont annulées, Dolores s'est de nouveau blessée au genou lors d'un concert à Cairns, Australie. En 1997, elle chante God Be with You qui sert de générique au film Ennemis rapprochés avec Brad Pitt et Harrison Ford. Le 9 mars 1997 Bruce Fairbairn et The Cranberries sont nommés au Juno Awards en tant que producteur de l'année pour Free to Decide et When You're Gone. Le groupe reçoit le prix Ivor Novello pour « accomplissement international », le 19 mai 1997 au Grosvenor House de Londres. Dolores O'Riordan et Fergal Lawler font une apparition aux MTV Europe Music Awards, où ils remettent le prix de la meilleure chanson à Milan, en Italie, le 12 novembre 1998,. Le groupe joue Dreams, Promises et Linger au Concert du prix Nobel de la paix 1998, le 11 décembre à Oslo Spektrum, à Oslo, en Norvège. Promises est joué en direct pour la première fois, quatre mois avant la sortie de l'album Bury the Hatchet.

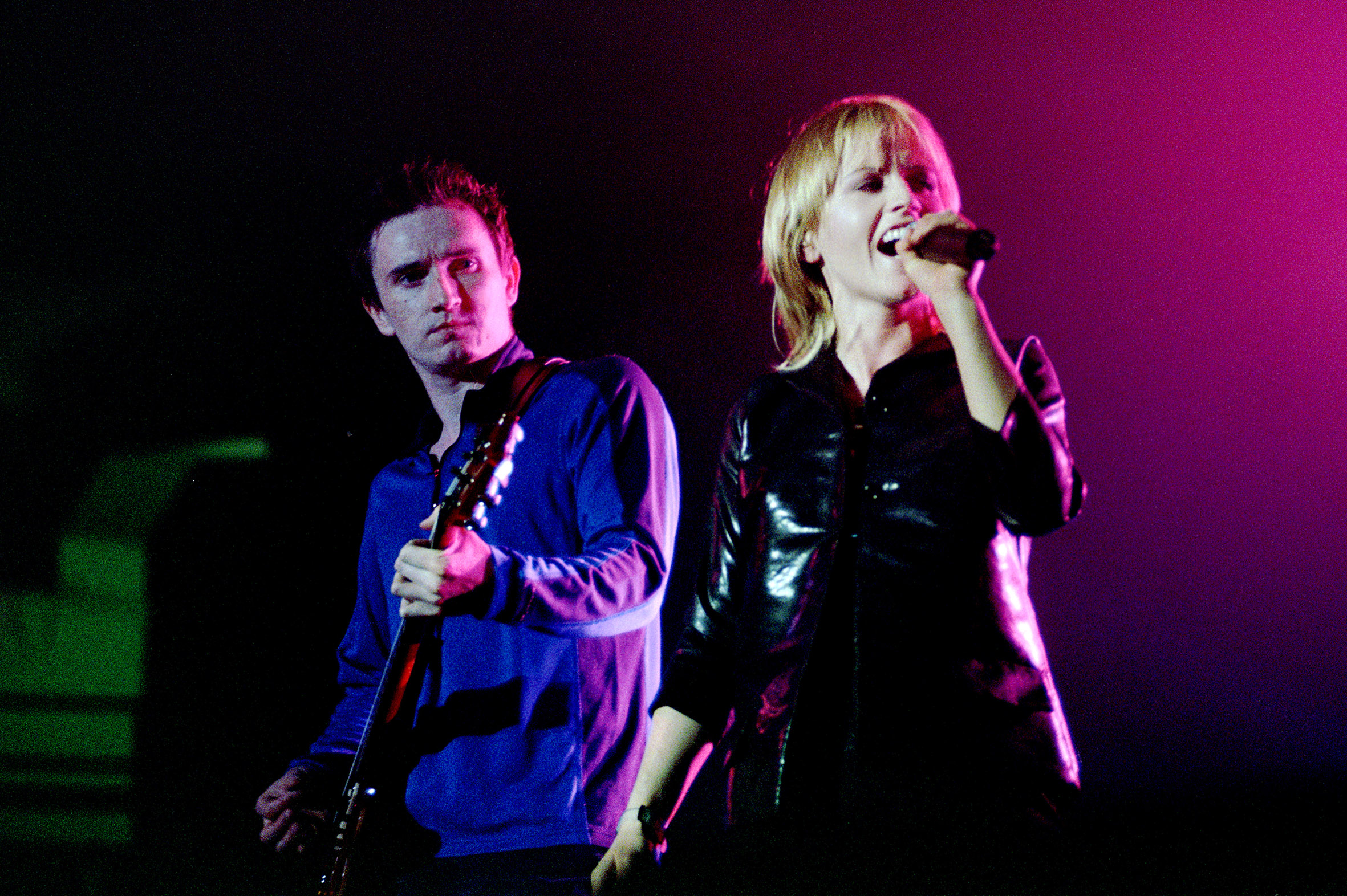
Noel Hogan et Dolores O'Riordan en Italie lors de la tournée Loud And Clear World Tour (1999).

En février 1999 sort un nouveau single, Promises, dont le clip est tourné par le Français Olivier Dahan, qui avait déjà travaillé sur Salvation. Dans ce clip qui se situe à l'époque du Far-West apparaissent deux membres de la troupe Les Robins des Bois, Maurice Barthélemy et Jean-Paul Rouve ainsi que Maïwenn . L'album dont il est issu, Bury the Hatchet, sort en avril. Il atteint la septième place du classement des albums britanniques et la treizième aux États-Unis. Le groupe a fait une apparition dans la série télévisée Charmed. Les Cranberries entreprennent une tournée mondiale de 110 dates qui attire plus d'un million de fans. La tournée mondiale commence en avril 1999 et s'achève en juillet 2000. Celle-ci est leur plus grand succès, et l'album se vendra à 3 500 000 exemplaires. C'est l'occasion pour le groupe de se produire en Irlande, pour la première fois depuis quatre ans, à Millstreet dans le comté de Cork. La fin de cette tournée voit la sortie d'un double album, intitulé Bury the Hatchet - The Complete Sessions, comportant des morceaux exclusifs ainsi que des pistes live, issues du concert parisien.
L'année 2001 est celle de la sortie du cinquième album, Wake Up and Smell the Coffee, en octobre. Il est produit par Stephen Street, qui était déjà présent pour les deux premiers opus du groupe. Il atteint la 46e et la 61e place respectivement dans les charts américains et britanniques, devenant leur album le moins vendu. En France, l'album continue dans la lignée de ses prédécesseurs, et parvient à atteindre la 2e place du Top 50 français en octobre 2001. Mais son premier single, Analyse, n'atteint pas le Top 75 au Royaume-Uni, devenant lui aussi un de leurs singles les moins vendus. Les deux singles qui suivent, Time Is Ticking Out et This Is The Day, n'atteignent même pas le Top 200 britannique. Le groupe part en tournée mondiale, de février à octobre 2002 et les ventes de l'album s'élèveront finalement à 1 300 000 exemplaires.
L'année suivante sort une compilation des succès du groupe, Stars - The Best of 1992 - 2002, ainsi qu'un DVD du même nom, comportant des clips, des live et un documentaire intitulé 99 Love Life & Rock 'n' Roll. La version CD atteint la 20e place du classement d'albums au Royaume-Uni et reste pendant sept semaines dans le Top 10 des ventes de compilations en France. Trois pistes n'ayant jamais été sur un single apparaissent sur Stars : Daffodil Lament, de No Need to Argue, choisie pour y figurer après un vote des fans, New New York et Stars, toutes deux inédites. New New York a été écrite en réaction aux attentats du 11 septembre 2001. Cette compilation leur vaut une récompense à Taïwan, où tous leurs albums ont été un succès, comme meilleur artiste étranger. Ils se lancent dans une nouvelle tournée en octobre 2002, qui s'achève en décembre. Cette courte tournée ne les fait se produire qu'en Asie et en Europe. Mi-2003, le groupe joue quelques dates, soit en première partie des Rolling Stones, soit en solo. Ils y joueront 2 nouvelles chansons : Astral Projection et In It Together.

### Hiatus (2003–2009)

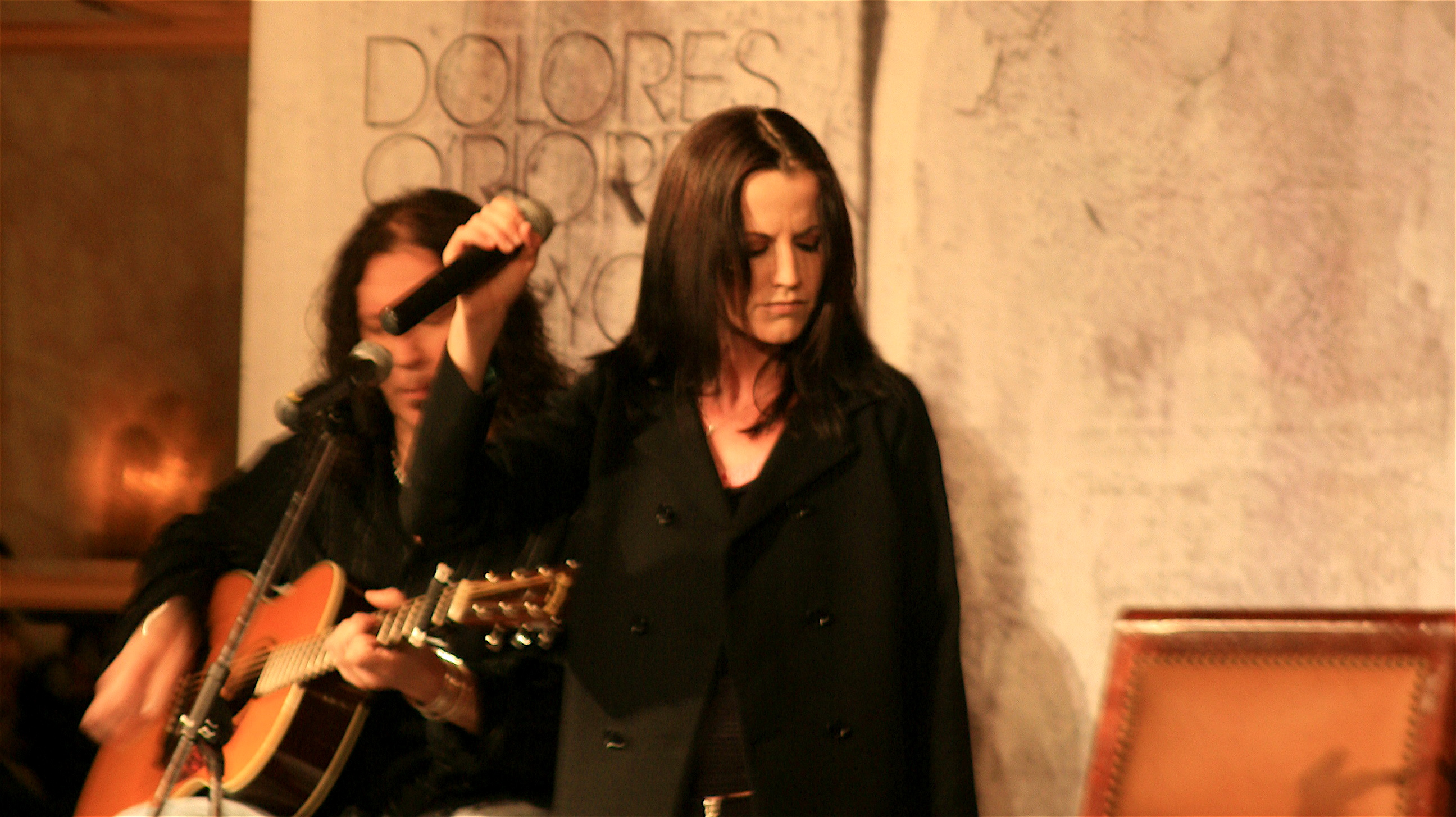
Dolores O'Riordan en solo, en 2007.

En 2003, les Cranberries annoncent leur décision de prendre un peu de temps pour poursuivre chacun leur carrière individuelle. Dolores O'Riordan enregistre un album solo sorti en 2007 : Are You Listening?, suivi de No Baggage en 2009. D’autre part, Dolores O'Riordan chante la chanson titre du film La Passion du Christ : Ave Maria et a composé une chanson pour le film Evilenko, avec Malcolm McDowell. Dolores O'Riordan collabore avec d'autres artistes durant son hiatus, notamment avec Jam & Spoon sur la trip hop Mirror Lover.
Noel Hogan démarre un album solo incluant notamment deux chansons lancées en novembre 2004 sur le service européen de téléchargement musical d’iTunes sous le nom « Mono Band ». Son premier album éponyme a vu une sortie en édition limitée en 2005. Noel Hogan forme Arkitekt avec l'auteur-compositeur-interprète Richard Walters. Il travaille également en tant que producteur avec Supermodel Twins et Remma.
Fergal Lawler travaille avec d'autres musiciens locaux, Walter Mitty and the Realists, Last Days Of Death Country et The Low Network, et enregistre dans son studio de Ballymorris.
Mike Hogan et son épouse Siobhan ouvrent un café sur la rue Catherine à Limerick, The Sage Café, à la mi-avril 2006. Le café primé ferme ses portes le 25 septembre 2017.

### Retour etRoses(2009–2016)

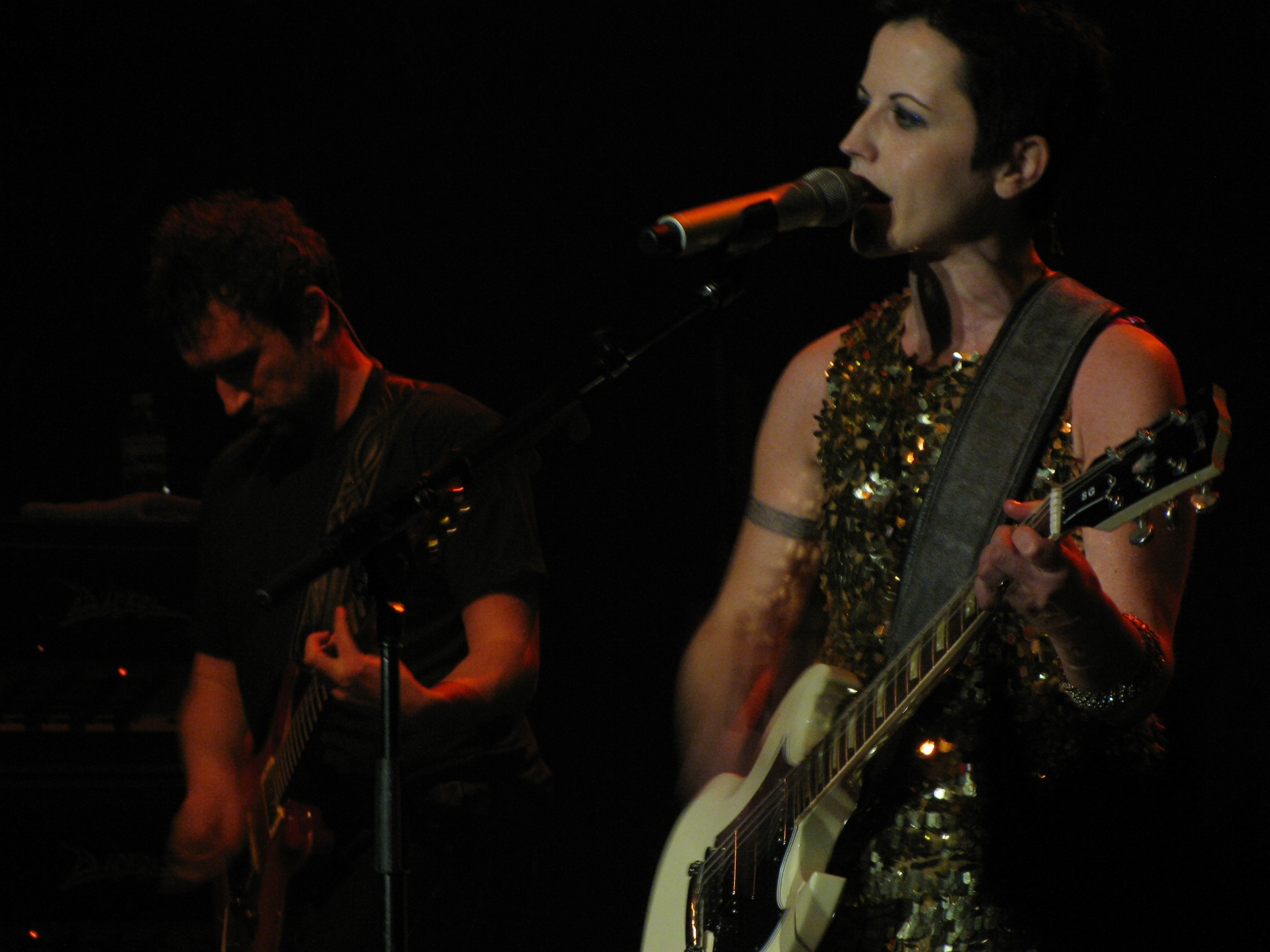
The Cranberries en concert au théâtre de l'Olympia de Montréal en 2009.

Le 6 août 2009, à quelques jours du lancement de son deuxième album solo, No Baggage, la chanteuse Dolores O’Riordan annonce, via son site web, que sa prochaine tournée solo est annulée. Celle-ci devait débuter le 23 septembre, au club Soda de Montréal. Avec l'annonce de cette annulation, la chanteuse inscrit sur son site officiel que d'autres détails viendront à la suite de cette annonce.
Quelques jours plus tard, le 19 août 2009, la chanteuse annonce le retour des Cranberries avec une tournée américaine prévue en fin d'année. Ils y interprètent leurs plus gros succès (Zombie, Ode to My Family, Just My Imagination…), mais réservent aussi quelques surprises aux fans (notamment en démarrant par How, une chanson de leur premier album). D'ailleurs, les deux premiers albums semblent être largement privilégiés, au détriment des deux derniers. Dolores O'Riordan arborait sur scène la coupe de cheveux très courte qu'on lui connaissait au début des années 1990.
Ils jouent aussi quelques morceaux issus des albums solo de Dolores O'Riordan, tels The Journey, Ordinary Day, Lunatic. Ils jouent en Amérique du Sud en janvier et février 2010, et en Europe dès le 1er mars 2010. Une vingtaine de dates sont programmées en France, dont deux au Zénith de Paris, au festival interceltique de Lorient le 6 août, et à la Foire aux vins d'Alsace de Colmar le 8 août, considérablement plus que dans les autres pays.

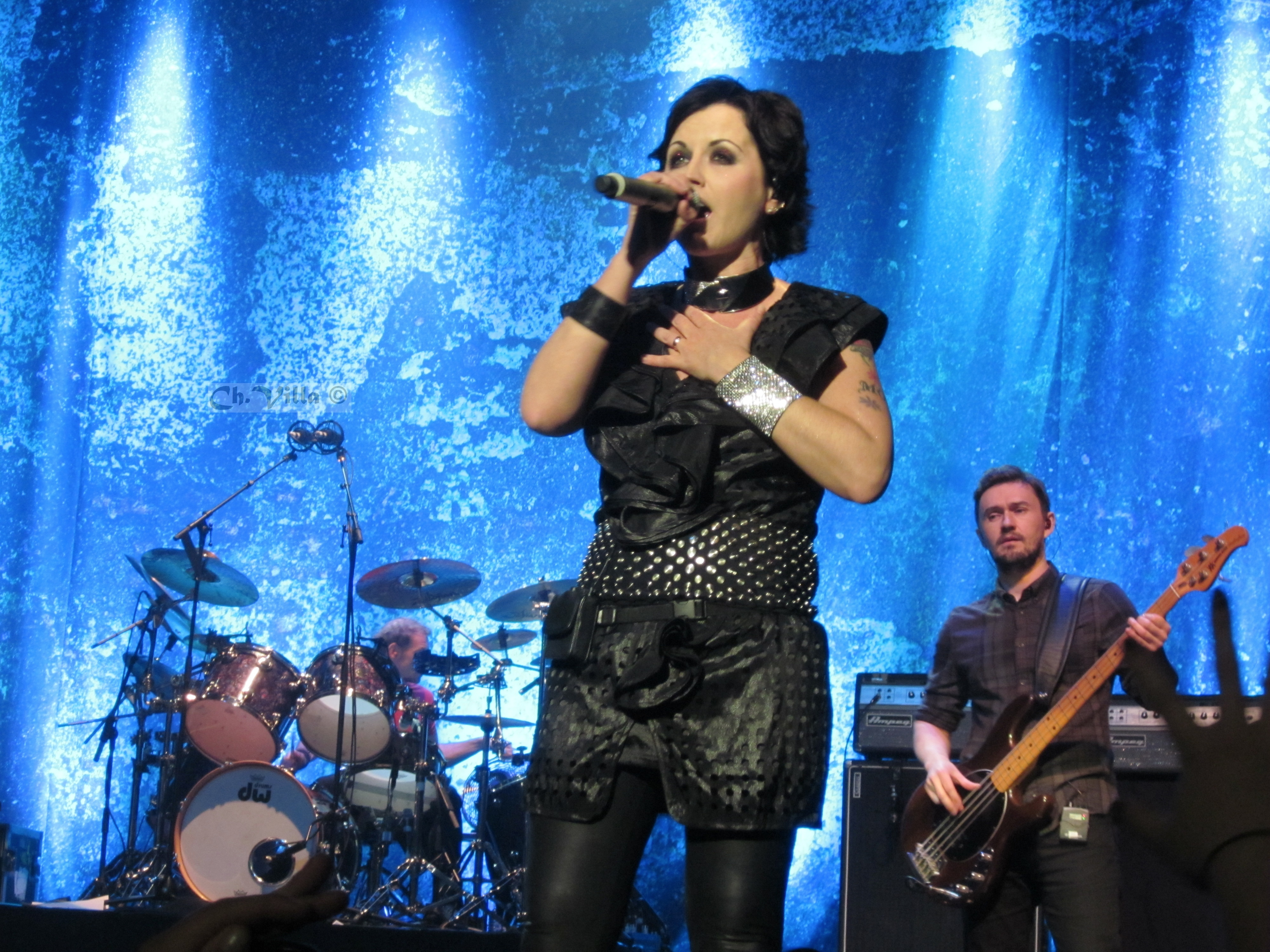
The Cranberries en 2012 ; de gauche à droite : Fergal Lawler, Dolores O'Riordan, et Mike Hogan (Noel Hogan, hors caméra).

Lors du concert à Lyon le 21 mars 2010, le groupe annonce qu'il reviendra en 2011 avec un nouvel album qui sera suivi d'une nouvelle tournée. À la suite de l'annonce officielle des problèmes de santé de Dolores O'Riordan (des nodules aux cordes vocales), les concerts des mois d'avril et mai de la tournée 2010 sont reportés de six semaines. Le groupe passe cinq semaines en avril et mai 2011 à Toronto au Canada  pour l'enregistrement de 15 chansons inédites, avec la collaboration de Stephen Street, producteur britannique qui avait déjà travaillé sur trois de leurs albums précédents dont No Need to Argue. Le 18 février 2012, The Cranberries reviennent sur la scène du théâtre Ariston où ils présentent leur nouveau single "Tomorrow" à Sanremo lors du 62e festival de la chanson de Sanremo, en Italie. Ils jouent Tomorrow et Zombie après avoir été invités à plusieurs reprises au festival. Le sixième album studio intitulé Roses est lancé le 27 février 2012. Il contient 11 des 15 chansons enregistrées. Il marque la recomposition officielle du groupe. Une tournée européenne du groupe était initialement prévue pour l’été 2012 pour accompagner la sortie de l’album. Cette tournée a été décalée et prévue pour l’automne 2012. Elle débute le 2 octobre 2012 par un concert à Londres et se termine à Montbéliard le 9 décembre 2012.

### Septième album et mort de Dolores O'Riordan (2017-2018)
The Cranberries fait trois dates consécutives à Cancún, Mexique, en février 2017. Fin avril 2017, le groupe sort un nouvel album Something Else constitué de versions acoustiques de leurs plus grands succès avec le Irish Chamber Orchestra, ainsi que de trois titres inédits, The Glory, Why et Rupture. En mai 2017, le groupe repart en tournée mondiale pour des concerts acoustiques avec un quatuor à cordes. Dolores O'Riordan chante souvent assise sur un tabouret, devant affronter des douleurs au dos et au diaphragme durant le chant. Après une dizaine de dates, The Cranberries publie l'annulation sold out de la tournée en Europe et en Amérique du Nord,. Durant son repos forcé, Dolores O'Riordan travaille sur de nouvelles chansons, des démos, en vue d'un futur album des Cranberries. Dolores O'Riordan fera sa dernière représentation publique le 14 décembre 2017 à New York, elle chantera trois chansons lors d'une soirée du Billboard.
Le 15 janvier 2018, Dolores O'Riordan meurt à Londres. Les résultats de l'enquête concluent à une noyade accidentelle dans sa baignoire après une consommation excessive d'alcool.

### Album posthume et séparation (2018-2019)
Le groupe décide de terminer leur nouvel album, en cours de composition au moment de la mort de Dolores O'Riordan, et fait appel à la chanteuse Johanna Cranitch, ainsi qu'à des montages, pour compléter les démos laissées par Dolores O'Riordan. En septembre 2018, Noel Hogan confirme qu'ils sortiraient leur dernier album en 2019, celui-ci étant intitulé In the End, et qu'ils se sépareraient juste après. Noel Hogan déclare : « Il y a une chanson qui s'appelle In the End, c'est la dernière chanson de l'album, et elle résume un peu l'album et le groupe. Parce que c'est vraiment la fin pour nous... Les Cranberries c'était quatre personnes.  Il n'y a aucune raison de continuer sans Dolores ».

### Développements ultérieurs
Le 18 janvier 2019, l'université de Limerick a attribué aux membres du groupe The Cranberries le titre honorifique de docteur en lettres. Ce titre leur a été remis lors d'une cérémonie à laquelle assistaient le guitariste Noel Hogan et le bassiste Mike Hogan, en présence d'Eileen O'Riordan, la mère de la chanteuse Dolores O'Riordan, qui a reçu ce titre à titre posthume pour sa fille. Le batteur Fergal Lawler étant absent, son titre a été accepté en son nom par Mike Hogan,.
En mars 2019, le magazine de musique et politique Hot Press, basé à Dublin, publie le chiffre de « près de 50 millions d'albums » vendus dans le monde. Noel Hogan a rejoint Kodaline sur scène le 1er septembre 2019 au festival Electric Picnic de Stradbally, en Irlande, pour jouer Zombie en hommage à Dolores O'Riordan.
La campagne de restauration de vidéo-clips sur Youtube de tout le catalogue de The Cranberries a été lancée le 3 octobre 2019, vingt-cinq ans après la sortie de l'album No Need to Argue, avec le début de Zombie tourné en 1994 à l'Astoria de Londres, remasterisé en haute définition. Zombie est interprété sept mois avant la sortie de la chanson en tant que single.
Dreams est interprété a capella par Duo Saint Sister, un duo d'Irlande du Nord, aux obsèques de Lyra McKee à Belfast, qui a été assassinée par la New IRA en avril 2019.
Le 20 novembre 2019, le dernier album de The Cranberries, In The End, est nommé pour le Grammy Award du meilleur album rock lors de la 62e édition des Grammy Awards,.
Le 18 avril 2020, le vidéo-clip officiel de Zombie devient la première chanson d'un groupe irlandais à atteindre plus d'un milliard de vues sur YouTube, devenant ainsi la troisième vidéo des années 1990 et la sixième du XXe siècle à franchir le cap sur le service de streaming vidéo,.  

## Influences
Les membres du groupe ont cité comme influences plusieurs formations anglaises comme the Smiths, the Cure, Joy Division, Siouxsie and the Banshees, Echo & the Bunnymen, et the Clash. La musique des Cranberries a été comparée à Sinead O'Connor et Siouxsie Sioux.
Dolores O'Riordan est influencée par le chant grégorien et par ses expériences de chant en solo dans l'église locale, la chorale de l'école, les ballades et chansons traditionnelles irlandaises en anglais et en gaélique,. Elle a une formation classique de pianiste et joue de l'orgue à l'église. Dolores O'Riordan déclare que son style de chant incorporant le yodel est inspiré par son père, qui avait l'habitude de chanter The Lonesome Cattle Call : « J'étais tout le temps avec mon père, je le copiais et j'ai fini par apprendre à le faire. Puis, au fil des ans, des artistes comme Sinead O'Connor et Siouxsie de Siouxsie and the Banshees et même Peter Harvey l'ont fait. C'était quelque chose que l'on pouvait intégrer dans le format des Cranberries parce que c'était très utilisé dans la musique religieuse irlandaise ». Hormis The Smiths et the Cure, elle cite aussi R.E.M. et Depeche Mode.

## Membres
La composition du groupe n'a jamais évolué et comprend quatre membres, tous originaires des alentours de Limerick :
- Dolores O'Riordan (née le 6 septembre 1971 à Ballybricken, morte le 15 janvier 2018 à Londres) - chant, guitares, clavier, mandolines
- Noel Hogan (né le 25 décembre 1971 à Moyross) - guitare, mandoline, chœurs, clavier, boîte à rythmes
- Mike Hogan (né le 29 avril 1973 à Moyross) - basse
- Fergal Lawler (né le 4 mars 1971 à Parteen) - batterie

## Discographie
- 1993 : Everybody Else Is Doing It, So Why Can't We?
- 1994 : No Need to Argue
- 1996 : To the Faithful Departed
- 1999 : Bury the Hatchet
- 2001 : Wake Up and Smell the Coffee
- 2012 : Roses (une version de l'album Roses contient un disque additionnel intitulé Live in Madrid 12/03/2010  (Madrid, Palacio Vistalegre arena, le 10 mars 2010)
- 2017 : Something Else
- 2019 : In the End

## Médias
Dreams est le morceau des Cranberries le plus utilisé dans les films et séries TV.
1. Les chansons des Cranberries au cinéma :

- Dans le film Boys on the Side de Herbert Ross avec Whoopi Goldberg, Mary-Louise Parker et Drew Barrymore, titre Dreams apparait dans le film.
- Dans le film Prêt-à-porter de Robert Altman, un extrait de la chanson Pretty est diffusé lors du défilé final des mannequins.
- Dans le film Empire Records avec Anthony LaPaglia et Rory Cochrane, deux chansons de The Cranberries sont utilisées dans la bande-son : How et Liar.
- Dans le film Mission impossible de Brian De Palma, le titre Dreams est utilisé lorsque Tom Cruise sort du pub à la fin du film.
- Dans le film Ennemis rapprochés avec Brad Pitt et Harrison Ford la chanson God Be with You sert de générique.
- Dans le film Vous avez un mess@ge avec Tom Hanks et Meg Ryan, la chanson Dreams apparaît au début.
- Dans le film South Dakota de Bruce Isacson apparaissent plusieurs chansons[86],[87] du groupe ou de la chanteuse Dolores O'Riordan.

2. Les chansons des Cranberries dans les séries télévisées:
- Le groupe apparaît dans l'épisode 5 de la saison 2 (Masculin Féminin) de la série Charmed avec la chanson Just My Imagination. On entend par ailleurs le titre Promises au début de l'épisode. Animal Instinct avait été joué à la fin de la saison précédente (saison 1, épisode 22).
- Dans le premier épisode de la saison 1 de la série Alias on entend la chanson Never Grow Old.
- Dans le film Click : Télécommandez votre vie, Linger est la chanson favorite de Michael Newman (interprété par Adam Sandler) et sa femme Donna (incarnée par Kate Beckinsale).
- Dans les séries Smallville (saison 1, épisode 4) et dans The Sopranos (saison 4, épisode 10), la chanson Analyse est jouée.
- Plusieurs chansons du groupe sont utilisées dans la série irlandaise Derry Girls ; le titre Dreams conclut l'épisode final.
- Dans l'épisode 16 de la saison 18 de The Griffin, Peter n'arrive pas à sortir la chanson Ode to my family de sa tête.
- Dans The Office (épisode "The Return", saison 3), Andy chante Zombie.
- Dans Beverly Hills 90210, Dreams est jouée dans l'épisode "Unreal world", diffusé en 1995.
- Dans la série Community, Linger est joué dans le premier épisode de la saison 2.
- Dans le série Wednesday, Zombie est joué au piano dans la saison 2, épisode 4.